# Rosenhan-eksperimentet
On Being Sane in Insane Places, også kaldt Rosenhan-eksperimentet, er navnet på et projekt i USA, hvor otte raske mennesker alle skulle indlægges på en psykiatrisk afdeling på 12 forskellige hospitaler, samt et projekt, hvor personalet skulle få at vide, at mindst et rask menneske ville prøve at blive indlagt. Undersøgelsen blev offentliggjort i 1973.

## Undersøgelsen

### Forkerte diagnoser
Fremgangsmåden ved de 12 forskellige hospitaler var følgende: Hver af de otte raske mennesker skulle fremføre, at der var en stemme inde i hovedet, som sagde ”empty”, ”hollow” og ”thud”, og det skulle få psykiatere til at indlægge dem. Når først de var indlagte, skulle de overbevise personalet om, at de var raske.
Hver gang de fortalte, at der var en stemme inde i deres hoved, blev de indlagte. Men de kunne efterfølgende ikke overbevise personalet om deres raske tilstand. Alle blev udskrevet med diagnosen ”skizofreni i remission”.

### Personale gav næppe svar
De otte raske mennesker stillede høflige spørgsmål til psykiaterne, ingen psykiater blev spurgt mere end en gang i døgnet. Ved 71% af spørgsmålene så psykiaterne væk og de gav ikke noget svar eller måske afvigende svar. Eksempel:
”Undskyld dr. X. Må jeg spørge Dem om noget? Hvornår må jeg gå en tur på sygehusets grund?”.
Dr. X svarede ikke men gik forbi og sagde: ”Godmorgen Dave. Hvordan går det?”

Plejerne sagde noget lignende på 88% af spørgsmålene.
Afdelingerne var todelte – den ene del var kun for personalet, og den anden del for både personalet og de indlagte. De forskellige psykiatere kom forbi i den anden del gennemsitligt 6,7 gange i døgnet, men de var der kun i meget kort tid. De forskellige plejere kom også forbi, men gennemsnitligt 11,5 gange i døgnet – ligeledes i meget kort tid. Social- og sundhedsassistener opholdt sig der i forholdsvis lang tid, nemlig 11,3% af deres arbejdstid.

### Kemiske stoffer
De otte raske mennesker fik gennemsnitligt ni piller i døgnet. Der var både piller mod ”depression” og piller mod ”skizofreni”. De spiste dog ikke pillerne, men gemte dem under tungen.

### Det andet projekt
Personalet på en psykiatrisk forsknings- og undervisningsinstitution fik at vide, at mindst et rask menneske ville prøve at blive indlagt i løbet af 3 måneder. Der kom dog ikke nogen fra gruppen med de otte mennesker, men der kom 193 mennesker, som ellers også skulle komme. 23 af dem var ifølge mindst en psykiater raske.

### De otte raske mennesker
Lederen og samtidig medlem af gruppen med de otte raske mennesker var psykologen David Rosenhan. Han offentliggjorte i 1973 forsøget i artiklen, On Being Sane in Insane Places, i Science. Da 12 forskellige hospitaler blev gransket i sammenlagt 230 dage, kunne forsøget kaste lys over amerikansk psykiatri. Rosenhan var indlagt på et hospital i næsten to måneder. Han mener, at han først blev udskrevet, da han medgav, at han var sindssyg.